# ديريك نولز
ديريك نولز (بالإنجليزية: Derrick Knowles)‏ هو منافس ألعاب قوى باهاماسي، ولد في 22 مارس 1966.

## وصلات خارجية
- ديريك نولز على موقع الاتحاد الدولي لألعاب القوى (الإنجليزية)
- ديريك نولز على موقع أوليمبيديا (الإنجليزية)